# Opernhaus Chemnitz

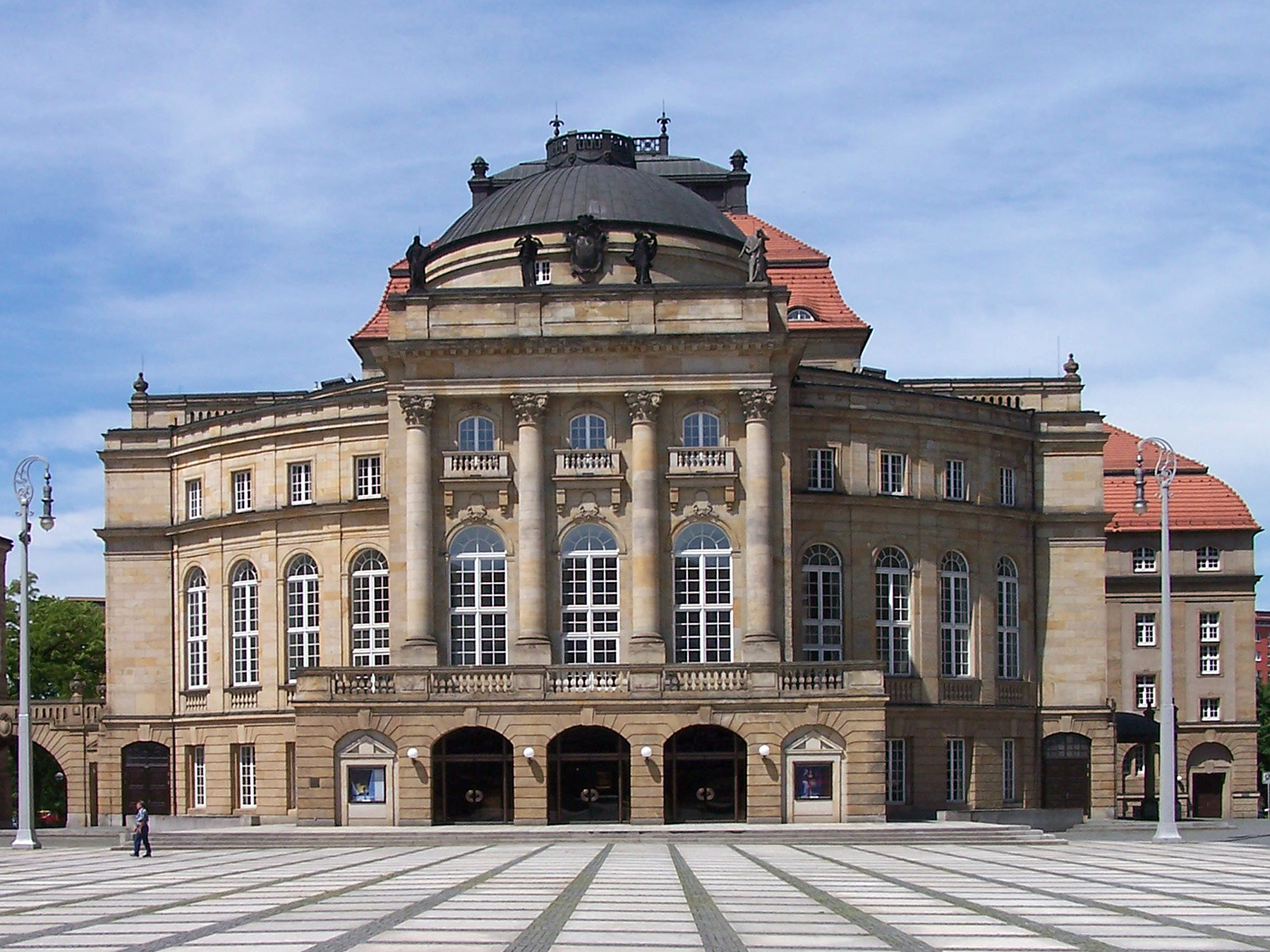
Das Chemnitzer Opernhaus

Das Chemnitzer Opernhaus ist die Hauptspielstätte der Musiktheatersparten des Theaters Chemnitz. Es wurde von 1906 bis 1909 in Chemnitz als „Stadttheater“ errichtet, der Architekt war Richard Möbius. Es befindet sich auf dem Theaterplatz, zwischen den angrenzenden Bauten des König-Albert-Museums und der Petrikirche. Seit 1924 trägt es den Namen „Opernhaus“.
Während des Zweiten Weltkriegs wurde das Opernhaus schwer beschädigt, jedoch von 1947 bis 1951 wieder aufgebaut, unter Mitwirkung u. a. von Kurt Hemmerling.
Von 1957 bis 1989 prägte der österreichische Regisseur Carl Riha als Operndirektor die Geschicke des Hauses, in dem von 1962 bis 1966 auch Harry Kupfer und Christine Mielitz als Oberspielleiter wirkten. 2006 bis 2012 wurde das Haus von Bernhard Helmich geleitet, der viele wichtige, aber lange nicht gespielte Werke der Operngeschichte wieder auf die Bühne brachte.
Seit der zwischen 1988 und 1992 durch die Architekten Günter Hauptmann, Jochen Krüger und Karl-Heinz Barth erfolgten Sanierung gilt das Opernhaus als eines der modernsten in Deutschland und Europa. Dies ist vor allem der vorhandenen Bühnentechnik mit spezieller Drehbühne zu verdanken. Es bietet insgesamt Platz für bis zu 714 Zuschauer (+ 6 Rollstuhlfahrer).
Für ihre Arbeiten am Opernhaus Chemnitz wurden die Architekten 1994 mit dem BDA-Preis Sachsen ausgezeichnet.

## Technische Daten
- Bühnengröße

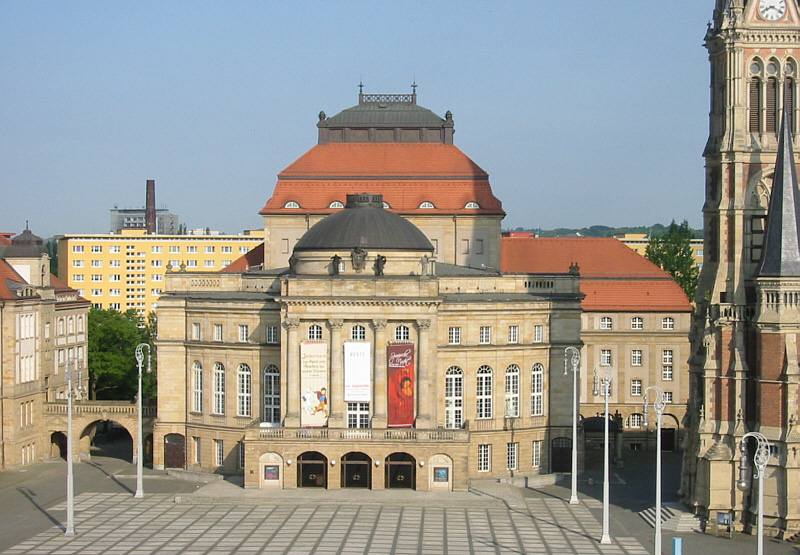
Das Chemnitzer Opernhaus

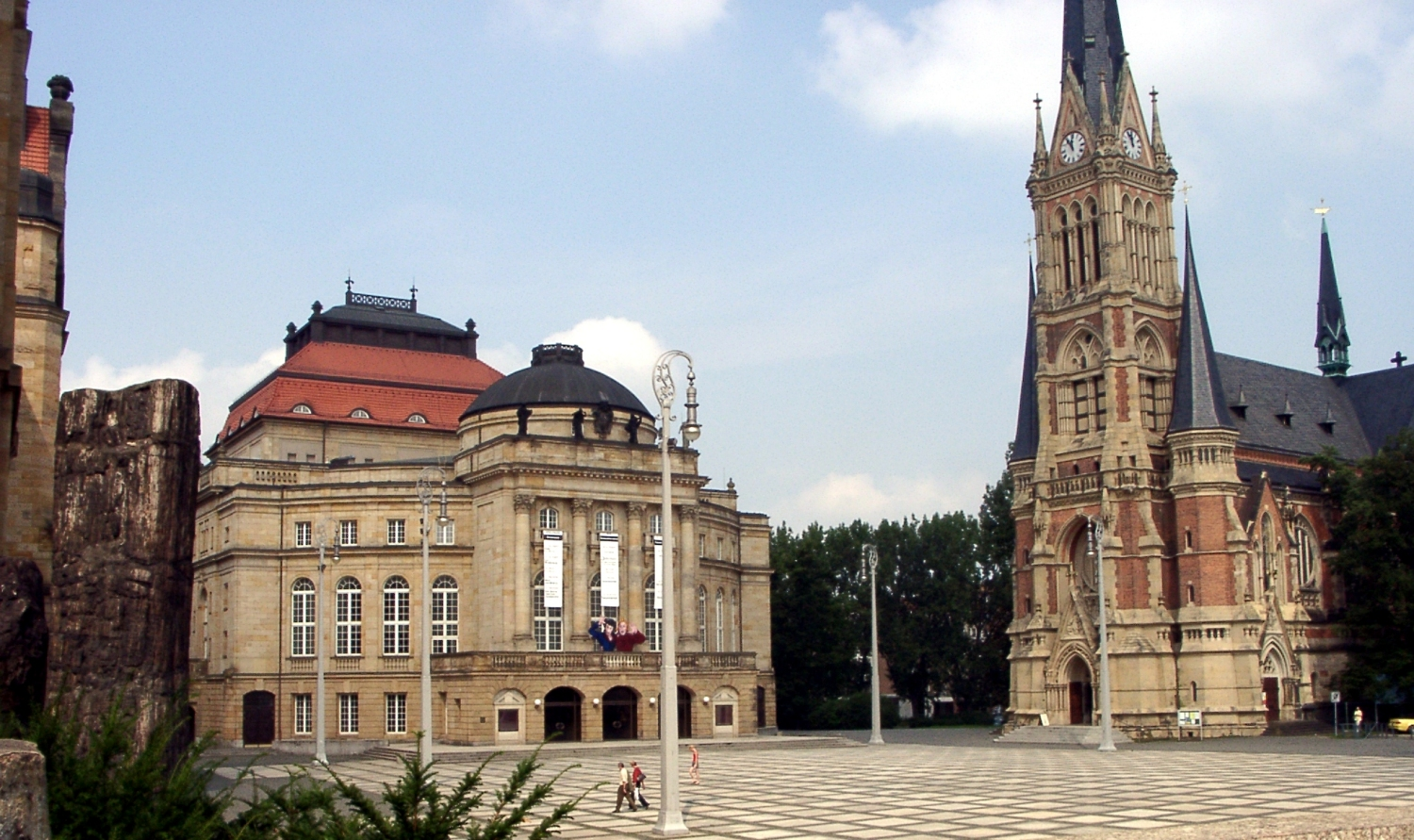
Das Opernhaus auf dem Theaterplatz

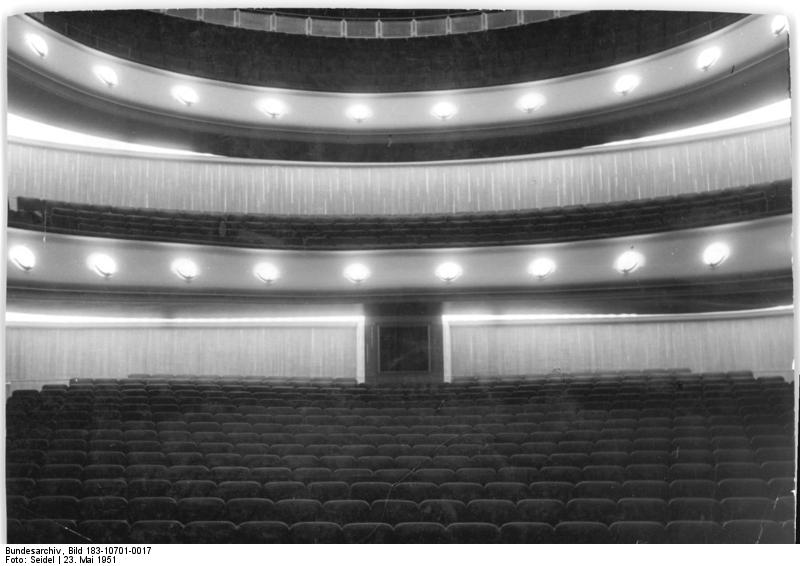
Zuschauerraum vor der Einweihung 1951

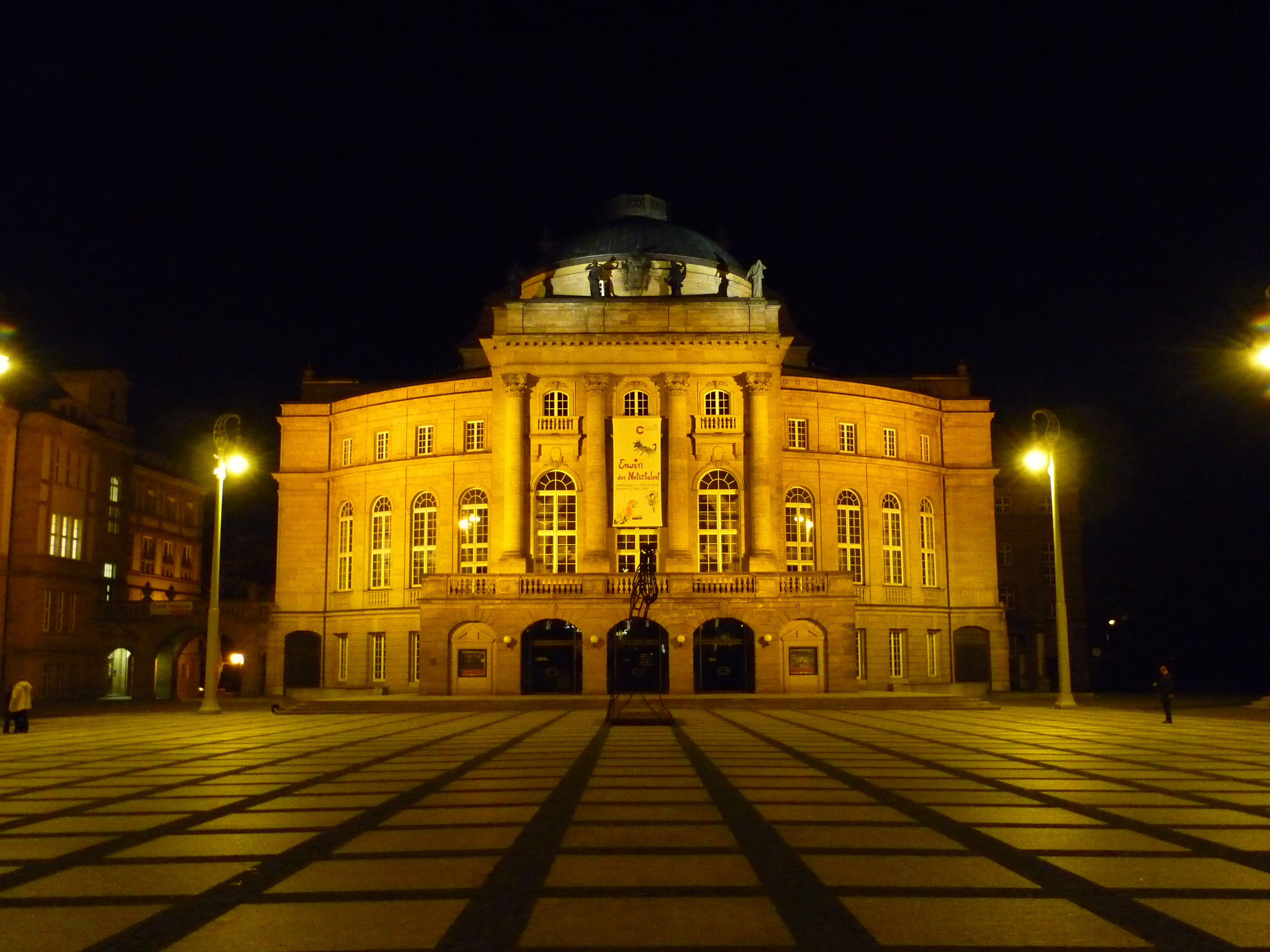
Das Chemnitzer Opernhaus bei Nacht

  - Hauptbühne: 473,10 m², Nutzlast 5 kN/m²
  - Hinterbühne: 240,37 m², Nutzlast 5 kN/m²
  - Seitenbühne: 153,52 m², Nutzlast 5 kN/m²
  - Vorbühne (bei hochgefahrenen Orchesterhubpodien): 118,00 m², Nutzlast 5 kN/m²
- Orchestergraben: 133,00 m²
- Portalausschnitt
  - gemauertes Portal: Breite 11,10 m, Höhe 8,95 m
  - technisches Portal: Breite 10,60 m, Höhe 1,00 m, bis max. 9,50 m verfahrbar
- Drehbühnenzylinder
  - Durchmesser: 15,80 m
  - Höhe: 6,60 m
  - stufenlos regelbare Drehgeschwindigkeit
- Drei Doppelstockhubpodien
  - jeweils 10,50 m × 3,50 m
  - stufenlos regelbare Ausfahrgeschwindigkeit
- Zwei Bühnenwagen jeweils 10,50 m × 3,50 m × 0,33 m
- Handzüge
  - Laststangenlänge max. 18,0 m
  - Nutzlast 2,5 kN
- Maschinenzüge
  - Laststangenlänge max. 18,0 m
  - Nutzlast 4 kN
  - Arbeitsgeschwindigkeit 0–1,0 m/s regelbar
  - Rundprospektzüge mittlere Laststangenlänge ca. 44,0 m
- Punktzuganlagen (je 6 Hängepunkte)
  - 1 × Bühne
  - 2 × Vorbühne